# بانياس
بانياس (أو بانياس الساحل كما تُسمَّى تمييزاً لها عن بانياس الجولان) هي مدينة ساحلية سورية تُطلُّ على البحر الأبيض المتوسط وتتبع محافظة طرطوس، وهي المركز الإداري لمنطقة بانياس. يبلغ عدد سكان المدينة قرابة 50 ألف نسمة، وهي تمتاز بتركيبةٍ طائفيةٍ متنوّعةٍ تشمل المسلمين السنة والعلوية والمسيحية. يجري عبر المدينة نهر بانياس كما يتدفَّق قربها نهر السن، فيها عددٌ من المواقع الأثرية المهمّة، منها قلعة المرقب وبرج الصبي وخان بيت جبور، ويجعل منها ذلك مدينة سياحية مهمّة، إذ يتوافد إليها ما يربو على عشرة آلاف سائح سنوياً من مختلف أنحاء العالم. كما حظيت المدينة خلال العقود الأخيرة بأهمية اقتصادية كبيرة، من جهةٍ لموقعها على ساحل البحر المتوسط وأهمية مينائها في استقبال السفن التجارية التي تتوافد إلى المنطقة، ومن جهةٍ أخرى لبناء عددٍ من المنشآت الصناعية البارزة فيها، أهمُّها على الإطلاق مصفاة النفط الأكبر في سوريا ومحطة لتوليد الكهرباء هي واحدةٌ من خمس محطات تمدُّ كامل سوريا بالطاقة الكهربائية، إلا أن المدينة تواجه مشكلةً حادَّة في التلوث المائي والهوائي نتيجةً لعمل هذه المنشآت الصناعية.
ذكرت مدينة بانياس منذ القدم في السجلات التاريخية، وقد اكتشفت فيها العدد من الآثار المهمَّة، ويعتقد أن تاريخها يعود إلى حقبة ما قبل التاريخ. اكتسب موقعها أهمية خلال العصور الوسطى لقربها من قلعة المرقب، إذ دارت في محيطها عدَّة معارك بين المسلمين والصليبيّين للسيطرة على القلعة التي كانت قد سقطت خلال الحملة الصليبية الأولى، ولم يستعدها المسلمون حتى سنة 1285 م عندما فتحها السلطان قلاوون. شهدت المدينة توسعاً كبيراً في العصر الحديث، واكتسبت أهمية اقتصادية كبيرة، وقد كانت أحد المراكز الأولى التي انطلقت منها الاحتجاجات السورية في مطلع سنة 2011، ممَّا أدى إلى حصار واجتياح الجيش النظامي لها فيما بعد، ولا زالت تعيش المدينة تحت طوقٍ أمني مشدد منذ ذلك الحين. وقد شهدت مجزرة كبيرة في الثالث من مايو عام 2013 راح ضحيَّتها مئات القتلى.

## التاريخ

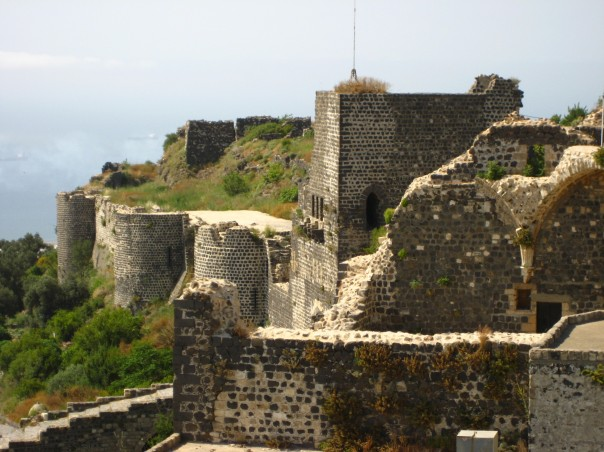
قلعة المرقب، إحدى أهمّ المعالم الأثرية في بانياس.

يعتقد أن تاريخ مدينة بانياس يعود إلى حقبة ما قبل التاريخ. كانت فيما مضى مدينة فينيقية تتبع مملكة أرواد،  حيث مثَّلت في ذلك العصر ميناءً بحرياً هاماً. عُرِفت المدينة في العهد الإغريقي باسم بالانيا، ثم تغيَّر اسمها فيما بعد إلى بلنياس، أي الحمامات (وقد عثر بالفعل على عددٍ من الحمامات الأثرية قرب منبع نهر بانياس). وعرفت بذات الاسمين بعد سيطرة الإمبراطورية الرومانية على الشام، وحظيت في ذلك العهد ببعض الاستقلالية، لكن في عهد الإمبراطورية البيزنطية تغيَّر اسمها إلى ليوكاس. وقد عثر في سنة 1860 الآثاري آرنست رينان على نقشٍ باللغة اليونانية في معبدٍ صغيرٍ بني على ضفة نهر بانياس اليمنى، يقول الآتي: «على شرف أهل بانياس في سورية المستقلين قام أنتيوخوس الملقب بديفيلوس ابن مينودور بتشييد هذا المعبد وإقامة التماثيل على نفقته الخاصة». كما عثر بالمدينة على نقودٍ وميداليات رسم عليها الإلهان الإغريقيَّان جوبيتر وباخوس، ممَّا يدلّ على ديانة أهلها في القدم. وقد حظيت المدينة في العهد الهلنستي بأبنية بلدية ومجلس شيوخ، فمن نقوشها التي تعود إلى القرن الثاني الميلادي: «أصدر مجلس الشيوخ والشعب مرسوماً بإقامة التمثالين تكريماً لفيليب ابن أنتيبا تروس لأبيه أنتيبا تروس ابن فيليب، كشكرٍ لأنتيبا تروس الذي قام بمساهماتٍ طوعيَّة، حيث مارس وظيفة مدير المعهد الرياضي بتألّق».
مدَحَ أبو الفداء المدينة لكثرة أشجارها وفواكهها، كما تحدَّثَ عنها أسامة بن منقذ. وقد جاء ذكر المدينة في كتاب معجم البلدان لياقوت الحمويّ باسم بُلُنْيَاس، وجاء في وصفها:

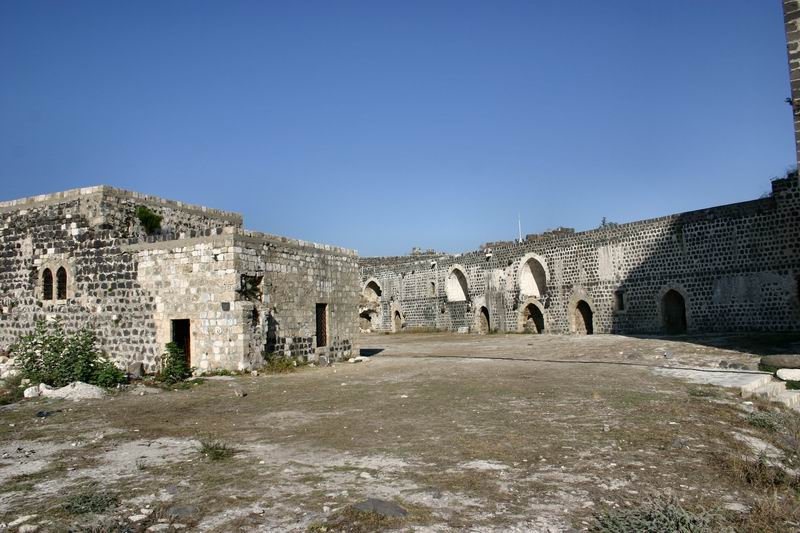
سيطر الصليبيون على قلعة المرقب وبانياس، ولم يستعدهما المسلمون حتى سنة 1285.

وفي حقبةٍ ما خلال عهد الحكم الإسلامي لبلاد الشام أو ما سبقه شُيِّدت على مقربةٍ من المدينة - على مسافة 5 كيلومترات إلى الجنوب منها - قلعة المرقب ذائعة الصّيت، للإسهام في حمايتها هي ومنطقة الساحل المحيطة بها، وجاء أوَّل ذكرٍ للقلعة في السجلات والكتابات العربية عام 1047 م. لكن بعد الحملة الصليبية الأولى وقعت المدينة - ومعها قلعة المرقب - تحت سيطرة الصليبيين في عام 1098 م (حوالي 492 هـ)، فألحقت بإمارة أنطاكية،  وقد أطلقوا على المدينة إذ ذاك اسم فالينيا، وأصبحت في تلك الحقبة مقرَّ أبرشية تابعةٍ لبطريركية أنطاكية. بعد السيطرة الصليبية، وضعت بلنياس وقلعة المرقب تحت سلطة عائلة مانسوير، ونُقِلت فيما بعد إلى فرسان القديس يوحنا عام 1186، وقد حاول صلاح الدين الأيوبي أن يفتحها بعد فتحه أغلب الشام، إلا أنَّه فشل في ذلك. ولم يستعد المسلمون المدينة والقلعة حتى سنة 1285، عندما فتحت على يد السلطان قلاوون.
عثر في المدينة سنة 1924 على آثار وبقايا أعمدة من الغرانيت وتيجان الأعمدة، كما عثر فيها لاحقاً على آثار مسرح روماني من القرن الأول الميلادي. وقد اكتشف في سنة 1986 مدفنٌ جماعيٌّ بمدرسة ابن خلدون من القرن الأول أيضاً فيه خمس قبورٍ فرديَّة وعددٌ كبيرٌ من الأدوات والقطع الأثرية، تشمل قناعاً وبضعة خواتم وزوجاً من الأقراط كلّها من الذهب، بالإضافة إلى عددٍ من النفخات الزجاجية والحلقات الحديدية، وعرى وأرجل طاولة وحمَّالة سرج وأدوات طعامٍ من البرونز، فضلاً عن وريقات ذهبية وبقايا قفل برونزي. كما اكتشف مدفن آخر في سنة 1988 من القرن الأول الميلادي بتلة فارس قرب الطريق العام في بانياس، حفر بشكل قبة في التربة البركانية، فيها ستّ معازب بها توابيتٌ فخارية وخشبية. بالنسبة للعملات النقدية ببانياس، فقد عثر عليها من مختلف الحقب كالرومانية والإسلامية والصليبية،  وقد كانت تمثّل بعضها صورة هرقل وقد ارتدى فرو أسد وأمسك بيده دبوساً، وأخرى الإله بعل راكباً عربة وتُحِيط به هالة شعاعية، وفي بعضها إلهة الكون نيمن. وفي سنة 1994 جرت أعمال تنقيبٍ في مزارع على أوتوستراد بانياس - اللاذقية قرب المشفى الوطني، وعثر نتيجةً لها على أرضية فسيفسائية تعود إلى القرنين الثاني والثالث عشر الميلاديَّين. كما عثر في تنقيبات السنة ذاتها على قناة مائية عمقها 3 إلى 4 أمتارٍ كانت تصبُّ في البحر قرب «صخرة المنشحة».
ومن آثار المدينة البارزة برج الصبي للحراسة المبنيّ بالقرب من قلعة المرقب،  وقلعة القوز التي باتت حياً سكنياً اليوم،  وخان بيت جبور الأثري القديم،  وقصر تحوف الأثري المهدوم.

### العصر الحديث
أصبحت تُعرَف المدينة ابتداءً من العهد العثماني باسمها الحاليّ بانياس، وقد جُعِلت في ظلّه مركز قضاء بانياس الذي امتدَّ من نهر الحصين شمالاً إلى قرية الحويز جنوباً، ومن المتوسط غرباً إلى قرية الدالية شرقًا. وقد أقيم فيها خلال نهاية القرن التاسع عشر الميلادي بناء السرايا، تبعه جامع ومدرسة، ومساكن ومحال للمهاجرين من ريف المدينة إليها. وأصبحت المدينة في تلك الفترة مركزاً بارزاً لصناعة الحرير في المنطقة، وأُنشئت فيها ثلاثة مخانق لإنتاجه كانت تجتلب شرانق الحرير من كل المناطق المُمتدَّة من أنطاكيا شمالاً إلى صافيتا جنوباً.

قصر تحوف الأثري، كان قبل هدمه أحد أهمّ آثار العهد العثماني في المدينة.

شهدت بانياس في الثمانينيات إضراباً لتجَّار المدينة احتجاجاً على مجزرة حماة والحملات العسكرية الأخرى في مدن البلاد ضدّ المدنيين، إلا أنَّ ذلك أدَّى إلى اعتقال الكثير منهم قسراً على يد الأجهزة الأمنية. وقد ربي في بانياس الشيخ عبد الستار عيروط، الذي كان أحد مشاهير علماء منطقة الساحل بسوريا، وقد أيَّد الانتفاضة ضد حافظ الأسد في الثمانينيات، فاعتقل باللاذقية في سنة 1980، ومنذ ذلك الوقت وهو يُعَدّ مفقوداً، فيما يعدُّه البعض «شهيداً».
فُرِضَ في المدينة منذ الثمانينيات - وعلى غير المدن السورية الأخرى - الاختلاط بالمدارس بين الجنسين، فضلاً عن حظر الحجاب بالمدارس. وقد احتجّ أهالي المدينة السنّة كثيراً على هذه القوانين، وقامت بعض الفتيات السنيات رداً عليها بارتداء ستراتٍ طويلةٍ بالمدارس تصل إلى القدمين فوق الزي المدرسي الموحد، وقد أثار الأمر سخط مديري المدارس، فاستدعوا الأمن السياسي بعد رفض الفتيات خلع السترات، والذي اجتمع بدوره مع الأهالي، وفي النهاية كانت التسوية أن تلبس الفتيات منذ ذلك الوقت فصاعداً زياً مدرسياً طويلاً يصل إلى القدمين. وبمبادرة أخرى قامت فتيات في سنة 2000 بدخول مدارسهنّ محجّبات، فطردن من مدارسهن، وحدثت بلبلة كبيرة بالمدينة على إثر ذلك واجتمع الأهالي بالمدرسة للاحتجاج، وانتهى الأمر بإلغاء قانون منع الحجاب بالمدارس، غير أنّ الاختلاط لا زال سارياً حتى اليوم.
كانت الصوفية على الطريقة الشاذلية (وبشكل أقل الطريقة النقشبندية) هي المنهج السائد بين شبان المدينة خلال الثمانينيات والتسعينيات، وحازت حلقاتها إقبالاً كبيراً بين الأهالي، فأصبحت الحلقات الدينية الأساسية بها مع تضييق السلطات على الجماعات المتديِّنة الأخرى. لكن منذ مطلع القرن الواحد والعشرين أخذت أعداد المتصوّفين بالانحدار، على حساب منهج السلفية الذي حلّ محل الصوفية عقب حرب أفغانستان واحتلال العراق، فأصبح المنهج السّائد بالمدينة والأكثر شعبيًّةً وشيوعاً فيها.

### الأزمة السورية

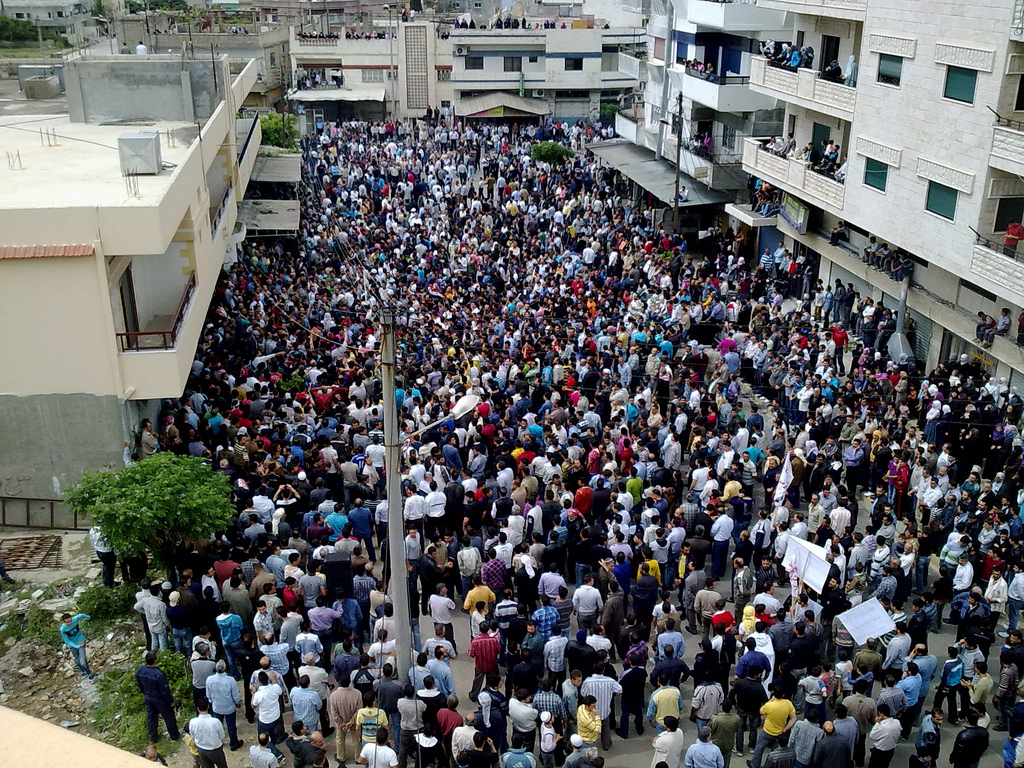
مئات المتظاهرين في ساحة الحرية بجمعة الغضب في 29 نيسان سنة 2011.

خرجت أول مظاهرات الأزمة السورية بمدينة بانياس في 18 من آذار سنة 2011، حيث بدأت من جامع الرحمن بعد أن ألقى إمامه أنس عيروط خطبةً دعا فيها إلى ضرورة إنهاء الظّلم الواقع على المدينة، وتحقيق مطالب الشعب، فبدأ المصلّون بالتكبير، وبعد صلاة الجمعة أشعل الناشط أنس الشغري مظاهرة هتفت بالحرية، وبلغ عدد المشاركين نحو 4,000 إلى 5,000 متظاهر، ساروا باتّجاه ساحة دوار المحطة القريبة من الجامع، حيث اعتصموا لعدَّة ساعات،  وأوصلوا إلى الأمن مطالب عدَّة من أبرزها منع الاختلاط في المدارس وإعادة المنقبات المفصولات إلى مدارسهنّ وفتح ثانوية شرعية بالمدينة ومكافحة الفساد والبطالة. حدثت بعض التوترات الطائفية بالمدينة في 19 من آذار، ولم يفد العلويون إلى أسواقها في الأيام التالية، فيما استجاب الأمن لأحد مطالب المتظاهرين حيث ألغي الاختلاط بين الجنسين بالمدارس، وحاول بعض مشايخ الصوفية الذين أتوا من حلب إقناع الأهالي التخلي عن فكرة التظاهر، إلا أنَّهم طردوا من المدينة. خرجت المظاهرات مجدداً بالآلاف مع مواجهات مع الأمن في جمعة الشهداء بتاريخ 1 نيسان،  ثم جمعة الصمود في 8 نيسان،  لكن المدينة تعرَّضت للاقتحام في 12 نيسان، حيث اعتقلت قوَّات الأمن 200 مواطنٍ في بلدة البيضا جنوب بانياس و150 آخرين في قرى مجاورة منها بيت جناد، وتعرَّضوا للإذلال والإهانات المختلفة على أيدي المخابرات والشبيحة،  وأدَّى الهجوم إلى إغلاق طرقات بانياس بالكامل وشلّ الحياة المدنية فيها وانقطاع الغذاء عنها، خصوصاً الخبز الذي واجهت نقصاً حاداً فيه.

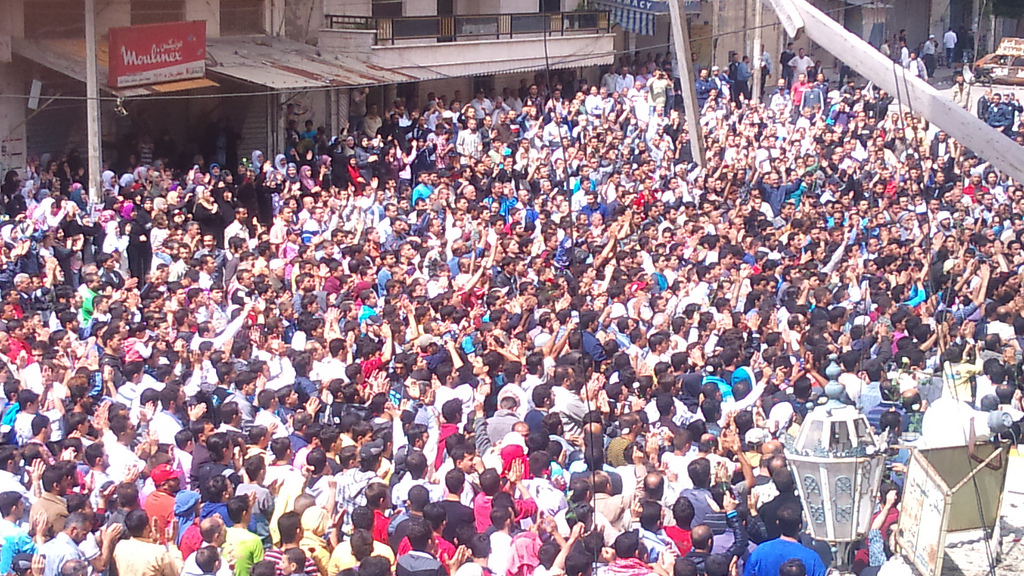
مظاهرة جمعة التحدي في 6 من أيار سنة 2011.

إلا أن المظاهرات استمرَّت على منوالها، فخرج المئات في جمعة الإصرار في 15 نيسان،  والجمعة العظيمة في 22 نيسان،  وجمعة الغضب في 29 نيسان، على الرُّغم من وقوع المدينة تحت حصارٍ خانقٍ استعداداً لاجتياحها. بدأ اجتياح مدينة بانياس في صبيحة الثالث من أيار،  حيث بدأت القوات الأمنية باقتحام شوارع المدينة وشنّ حملات اعتقالاتٍ عشوائية، فيما حاول الأهالي إغلاق الأحياء والطرقات لمنعها من الدخول. وكانت حصيلة يوم الاجتياح الأول وقوع 6 قتلى في العمليات الأمنية،  كما سقطت 4 قتيلات و5 جريحات في اليوم الخامس جرَّاء إطلاق النيران على مظاهرة نسائية في قرية المرقب، وهو ما أصبح يُعرَف بـ«مجزرة المرقب». وبنهاية الأسبوع كان قد بلغ عدد المعتقلين الذين قبضت عليهم قوات الأمن قرابة 450 شخصاً. وأخيراً في 11 من أيار أطلق سراح حوالي نصف المعتقلين، وأعيدت خدمات الكهرباء والماء إلى المدينة بعد انقطاعها لنحو أسبوع،  وأعلنت السلطات رسمياً في 13 من أيار انتهاء العملية العسكرية وبدء الانسحاب من مدينة بانياس.
لكن المدينة أصبحت بعد الاجتياح موضوعةً تحت طوقٍ أمنيٍّ خانق، حيث أصبحت مملوءةً بالحواجز الأمنية الباقية فيها إلى اليوم، فيما احتلَّت القوات الأمنية نحو 20 بناءً فيها لجعلها ثكناتٍ لها، كما لا زال بضعة عشرات من الأهالي في المعتقلات وأخبارهم منقطعة، أصبح الانتشار الأمني بالشوارع كثيفاً جداً، وصارت المدينة مُقسَّمةً على أساسٍ طائفي، ومنع الأهالي من الصيد بعد احتلال المرفأ أمنياً وتلفت المحاصيل الزراعية نتيجة انقطاع الكهرباء والماء المتكرّر، وأدَّى كل ذلك إلى تراجعٍ وركودٍ اقتصاديّ وتردٍّ كبير بالأحوال المعيشية. لكن ابتداءً من منتصف سنة 2012، وعلى الرُّغم من أن المدينة لا زالت تعيش حتى الآن في ظلّ جوٍّ من الهدوء الحذر مع القليل من الأحداث البارزة، فقد بدأت بعض مظاهر الثورة بالرجوع إليها، حيث أصبحت تتكرَّر حوادث إطلاق النار من مصادر مجهولةٍ على حواجز الجيش، واختطاف أو تصفية العساكر، إلا أنَّ المدينة لا زالت في حالةٍ هادئةٍ نسبياً منذ اجتياح الجيش لها في شهر أيار سنة 2011.
في يوم الجمعة الثالث من أيار (مايو) عام 2013 اتُّهِمَت قوات الأمن والجيش بارتكاب مجزرة كبيرة في المدينة والقرى المجاورة لها. وقعت المجزرة على شكل إعداماتٍ وتصفياتٍ جماعية متكرّرةٍ للسكان سواءً رمياً بالرصاص أو ذبحاً بالسكاكين، وتركَّزت في حي رأس النبع ببانياس وفي قرية البيضا جنوبها،  وقد سبق هذه الهجمة قصفٌ شديد بالأسلحة الثقيلة والمدفعية على المدينة وقراها. تراوحت أعداد الضحايا المعلنة من 200 قتيلٍ حتى 900 قتيل (وفق المجلس العسكري في بانياس، منهم مائة في رأس النبع والباقي في البيضا)، حيث استمرَّ العدد في الازدياد مع حصول سلسلةٍ من المجازر والهجمات الجديدة بعد الحادثة الأولى،  ووُثّقت الهجمات المسلحة على أحياءٍ كثيرة في بانياس، من أهمّها أحياء الرحمن والتقوى والقلعة. وقد بقيت الجثث عقب المجازر في الشوارع، وانتشرت الروائح الكريهة للأجساد الميتة. عقب مجزرة بانياس نزوح المئات من السكَّان إلى خارج المدينة، خوفاً من تكرر المذابح. وتلقَّت المجزرة إدانات دولية عديدة،  ووصفها رئيس الوزراء التركي رجب طيب أردوغان بأنها «شبيهة بمعركة كربلاء».

## الجغرافيا
تقع مدينة بانياس على خليج صغير يُطِلُّ على البحر الأبيض المتوسط، على ارتفاعٍ يتراوح من 5 إلى 10 أمتارٍ عن مستوى سطح البحر. ومنطقة بانياس هي أكبر المناطق في محافظة طرطوس مساحةً، حيث تبلغ مساحتها الإجمالية 720 كم2. وهي أكثر مناطق طرطوس غنى بالحياة النباتية،  إذ تكثر فيها الجبال التي تغطّيها الغابات المتوسطية من أشجار السنديان والخرنوب والغار والزيتون. يحدُّ بانياس من جهة الغرب البحر الأبيض المتوسط، ومن الشمال محافظة اللاذقية، ومن الشرق سفوح جبال الساحل، ومن الجنوب منطقة الشيخ بدر. تقع مدينة بانياس في السهل الساحلي السوري الخصب، إلا أنّها تقترب أيضاً من جهة الشرق من جبال الساحل، لذلك فإنّ السهول حولها تستمرّ بالضيق والاتساع بين الحين والآخر محصورة بين الجبال من جهة والبحر المتوسط من جهة أخرى،  ويبلغ عرض السهل عند نهر السن شمال المدينة ما لا يزيد عن الكيلومترين،  ثم ينقطع انقطاعاً تاماً عندها لتأتي مكانه تلال بركانية.
يمرُّ بوسط المدينة نهر بانياس الساحلي الصغير البالغ طوله كيلومتراً واحداً الذي ينبع من منطقة رأس النبع ويصبُّ في البحر المتوسط،  ويقطعه في وسط المدينة جسر مشاةٍ قرب جامع الرحمن كانت توجد حوله فيما مضى بعض النواعير، إلا أنّها أزيلت فيما بعد. يوجد مجرى صرف صحيٍّ على جانب النهر، كما يوجد عدد من المطاعم والمحالّ. كما يجري شمال المدينة نهر السن الشهير،  ويمرُّ بقربها نهر الجعم الموسميّ، الذي يجفّ في الصيف، وهو يجري قريباً من مدخلها الشماليّ. وتقع جنوبها على طريق بانياس - طرطوس غابة صنوبر وسنديان قرب بلدة تالين. من جهة أخرى، تقع على مسافة كيلومترين جنوب بانياس مغارة الباصية، وهي مغارة صغيرة لا يتجاوز حجمها حجم غرفة صغيرة،  وتمثّل المغارة مزاراً دينياً للسكان المحليين المسيحيّين الذين يأتون إليها للتبرك، إذ يُعتَقد أن مريم العذراء قد أتت إليها في إحدى الليالي بحثاً عن مكان للرّاحة.

### المناخ
بانياس هي مدينة ذات مناخ متوسطي جافٍّ في الصيف ممطرٍ في الشتاء. ويُبيِّن الجدول الآتي متوسط درجات الحرارة الدنيا والعليا ومعدلات هطول الأمطار على مرّ السنة في مدينة بانياس:
| البيانات المناخية لـبانياس   | البيانات المناخية لـبانياس | البيانات المناخية لـبانياس | البيانات المناخية لـبانياس | البيانات المناخية لـبانياس | البيانات المناخية لـبانياس | البيانات المناخية لـبانياس | البيانات المناخية لـبانياس | البيانات المناخية لـبانياس | البيانات المناخية لـبانياس | البيانات المناخية لـبانياس | البيانات المناخية لـبانياس | البيانات المناخية لـبانياس | البيانات المناخية لـبانياس |
| الشهر                        | يناير                      | فبراير                     | مارس                       | أبريل                      | مايو                       | يونيو                      | يوليو                      | أغسطس                      | سبتمبر                     | أكتوبر                     | نوفمبر                     | ديسمبر                     | المعدل السنوي              |
| ---------------------------- | -------------------------- | -------------------------- | -------------------------- | -------------------------- | -------------------------- | -------------------------- | -------------------------- | -------------------------- | -------------------------- | -------------------------- | -------------------------- | -------------------------- | -------------------------- |
| متوسط درجة الحرارة الكبرى °ف | 61                         | 63                         | 66                         | 72                         | 77                         | 82                         | 86                         | 86                         | 86                         | 82                         | 73                         | 64                         | 75                         |
| متوسط درجة الحرارة الصغرى °ف | 45                         | 46                         | 50                         | 55                         | 61                         | 68                         | 73                         | 75                         | 70                         | 64                         | 55                         | 48                         | 59                         |
| الهطول إنش                   | 3.51                       | 3.0                        | 1.89                       | 1.03                       | 0.2                        | 0.0                        | 0                          | 0.0                        | 0.7                        | 2.22                       | 1.66                       | 2.76                       | 16.97                      |
| متوسط درجة الحرارة الكبرى °م | 16                         | 17                         | 19                         | 22                         | 25                         | 28                         | 30                         | 30                         | 30                         | 28                         | 23                         | 18                         | 24                         |
| متوسط درجة الحرارة الصغرى °م | 7                          | 8                          | 10                         | 13                         | 16                         | 20                         | 23                         | 24                         | 21                         | 18                         | 13                         | 9                          | 15                         |
| الهطول مم                    | 89.1                       | 75                         | 47.9                       | 26.2                       | 4                          | 1                          | 0                          | 1                          | 18                         | 56.3                       | 42.1                       | 70.1                       | 430.7                      |
| المصدر:                      |                            |                            |                            |                            |                            |                            |                            |                            |                            |                            |                            |                            |                            |

## التقسيم الإداري
تتبع مدينة بانياس إداريًّا محافظة طرطوس الساحلية، إحدى محافظات السورية الأربعة عشرة. وهي المركز الإداري لتقسيمٍ ثانويٍّ (منطقة) هو منطقة بانياس،  وتقسيم ثالثي (ناحية) هو ناحية قرى مركز بانياس، التي تضمُّ 35 قرية و46 مزرعة. تحدُّ الناحية من جهة الشمال منطقة جبلة في محافظة اللاذقية، ومن الشرق ناحيتا تالين والعنازة، ومن الجنوب ناحية الروضة ومنطقة الشيخ بدر، ومن الغرب البحر الأبيض المتوسط. وتندرج المدينة تحت إدارة ما يُعرَف بـمجلس مدينة بانياس، الذي يشمل أيضاً بلدة بعمرائيل وجزءاً من أوبين.

### الأحياء والمناطق

مدينة بانياس قديماً.

يمثّل مركز بانياس الحاليّ المدينة الأصلية الصّغيرة، التي كانت قائمة على مساحة ضيّقة فيما يُعرَف اليوم باسم حارة القلعة، وقد بدأت بالتطوّر والتوسع حديثاً فقط، وأتى توسّعها - المستمر مع الزيادة السكانية المطّردة - في اتّجاهي الشمال والجنوب مع عرضٍ قليلٍ باتجاه الشرق بالنّظر إلى الطبيعة الجغرافية حولها التي تحصرها بين البحر من جهة والجبال من جهة أخرى. لمدينة بانياس ثلاثة مداخل رئيسية، الأول يأتي من جهة الشرق عبر طريق بانياس - القدموس - مصياف ليدخل حيّ القصور، والثاني من جهة الشمال يأتي من طريق بانياس - جبلة - اللاذقية ليمرّ عبر حريصون ومصفاة النفط، والأخير من جهة الجنوب من طريق بانياس - طرطوس يأتي من جهة المحطة الحرارية. وتتألّف المدينة من ثلاثة أقسام، الأول هو القسم الشمالي، وهو مبنيُّ فوق رسوبيات حديثة نسبياً، ويبدأ من قريتي القلوع وحريصون شمال بانياس وعبر حي المروج وصولاً إلى شارعي الباسل والكورنيش الشرقي. وأما القسم الغربي فهو يبدأ من شركة توزيع الغاز ومساكن عمال المصفاة ثم الشركة السورية لنقل النفط فشاليهات نادي مصفاة بانياس حتى المدينة الرياضية، حيث تبدأ الحدود العمرانية للمدينة، ويستمرّ القسم عبر جسر نهر بانياس وصولاً إلى ميناء الصيد وحتى المحطة الحرارية. وأخيراً يأتي القسم الجنوبي،  ويبلغ عدد سكانه نحو 20,000 نسمة،  ويشمل هذا القسم أحياء رأس النبع والقبيات والميدان والكورنيش والبازار،  كما أنه يضمُّ مستشفى الجمعية.
يُعَدّ سوق الهال أحد أهمّ وأبرز أسواق المدينة، وهو سوق شعبيٌّ كبيرٌ يقع على مدخل بانياس الجنوبي الرئيسي. إلا أنّ السوق يواجه مشكلة بسبب صغر حجمه ووقوعه على طريق رئيسي، لذلك توجد مشاريعٌ تهدف إلى نقله إلى عقدة العنازة حيث يتم بناء سوقٍ حديثٍ أكثر تنظيماً. أثرى وأغنى أحياء المدينة هو حي القصور المشرف على ساحل البحر المتوسّط، وهو حيٌّ قديم يعود بناؤه إلى العهد العثماني،  ويقع قريباً من مصفاة النفط. وجلّ سكانه الآن هم من العلويين الذين وفدوا إلى المدينة خلال العقود الأخيرة عقب انقلاب حافظ الأسد والحركة التصحيحية.
تتألف مدينة بانياس من الأحياء التالية :
| - كورنيش الجنوبي. - سوق الهال. - حي الفرن. - حي البازار. - حي القبيات. - حي الرملة. - حي الميدان. | - حي ابن خلدون. - حي رأس النبع. - حي المينا. - حي القوز. - حي المحطة. - حي القصور. - حي المروج. |

## السكان
بلغ عدد سكان مدينة بانياس 18,600 نسمة حسب تقدير سنة 1975، ثم ارتفع حتى وَصَلَ 28,623 نسمة بحلول سنة 1995. وفق تعداد سكان الجمهورية العربية السورية لسنة 2004 كان عدد سكان المدينة 41,632 نسمة ضمن 8,680 أسرة، منهم 21,094 من الذكور و20,538 من الإناث. وصل العدد بحسب تقدير سنة 2008 حتى نحو 42,000 نسمة،  ثم حتى 45,722 نسمة في سنة 2009، وقد بلغ عدد سكان المدينة مع ريفها (كامل منطقة بانياس) 149,494 نسمة حسب إحصاء سنة 2010. يعود الازدياد السكانيّ المطّرد في مدينة بانياس إلى عاملين أساسيَّين، الأول هو النموّ السكاني الطبيعي المرتفع، والثاني هو الهجرة الكثيفة من ريف المدينة إليها، إذ تُقدَّر أعداد المهاجرين من ريف بانياس إلى المدينة بنحو 12,000 نسمة حتى سنة 1995، أي نحو 45% من مُجمَل سكان المدينة آنذاك،  ووُظِّف الكثير من هؤلاء في الوظائف الحكومية ومنشأتي مصفاة النفط والمحطة الحرارية. كما يزداد عدد سكّان المدينة بنسبة 20% في فصل الصيف نتيجة توافد السيّاح إليها.
تمتاز المدينة بخليط سكاني طائفي من المسلمين السنة والمسيحيين والعلويين. لم يفد العلويون إلى بانياس إلا بدءاً من النصف الثاني للقرن العشرين، منذ تولّي حزب البعث السوري السّلطة في البلاد، لكن وخلال العقود الخمسة من حكم البعث نشأت حركة هجرة كبيرةٍ جداً من ريف المدينة - ذي الأغلبية العلوية - نحوها، فارتفعت أعدادهم بسرعة،  ونزلوا أحياءً خاصَّةً بهم أبرزها حي القصور إضافةً إلى أحياء المروج والقوز وحريصون،  وبشكل عامٍّ يتركَّز العلويون في أحياء وضواحي المدينة الجديدة، بينما يتواجد السنة والمسيحيون من السكان القدماء في المناطق القديمة والمركزية. أعداد المسيحيّين بالمدينة اليوم منخفضة،  وأما السنّة والعلويون فقد باتت نسبهم متقاربة، وتختلف التّقديرات في أيُّهما له الغلبة. وعند جمع المدينة مع ريفها فإنّ الغلبة تصبح للعلويّين، الذين لا تقلّ نسبتهم في المنطقة عن 60%، إلا أنّ هناك ثماني قرى سنية في ريف بانياس مستثناة من ذلك، هي المرقب والبيضا والعديمة وبيت جناد وعلقين وبساتين إسلام وبساتين النجار وعين الخريبة.

## الاقتصاد
المهن الأساسية التي يعتمد عليها سكان بانياس هي صيد السّمك والزراعة. يوجد تمييز طائفي في الوظائف الرسمية بالمدينة كالبلدية والمالية ودائرتي النفوس والعقارات، إذ أنها لا تُمنَح إلا لأبناء الطائفة العلوية، ويشمل ذلك مصفاة النفط والمحطة الحرارية اللّتين تشغّلان آلاف الموظفين. وأما أبناء المدينة السنة فيعمل معظمهم بالزراعة والصيد،  كما يعمل الكثير منهم ممَّن لا يكملون تعليمهم بالبواخر التجارية التي تقضي سنواتٍ في رحلات إلى موانئ أجنبية، وأحياناً بالحرف اليدوية والصناعات المختلفة. وأما الطّبقة المثقّفة والمتعلّمة من أمثال المهندسين والأطباء فأغلب المنتمين إليها يهاجرون إلى دول الخليج العربي وأوروبا سعياً وراء فرص عمل.
اكتسبت المدينة أهميَّة اقتصادية كبيرة نتيجة بناء عدَّة منشآت صناعية بارزة فيها، أهمُّها المحطة الحرارية لتوليد الطاقة الكهربائية، ومصفاة النفط لتكرير النفط المستخرج بالبلاد، والشركة السورية لنقل النفط، وشركة الغاز.

### الزراعة
تنتشر الزراعة في محيط بانياس وأريافها بفضل خصوبة التربة والمناخ المتوسطي السَّائد بالمنطقة، ومن بين المحاصيل الشّائعة فيها الحمضيات واللوزيات والزيتون، كما تشيع فيها الزراعة المحمية وزراعة الخضراوات الموسمية. كثرت مع مطلع القرن الواحد والعشرين زراعة البندورة المحمية بالخيم البلاستيكية في منطقة بانياس لمردودها الكبير، فأصبحت مصدر دخل آلاف السكّان،  وباتت المحصول الأساسي المزروع بالمنطقة بأكملها ومورداً أساسياً لدخلها،  بل وأصبحت تفيض كثيراً عن حاجة المنطقة، فتُصدَّر إلى دول الخارج. وقد بلغ عدد البيوت البلاستيكية المُخصَّصة لها في منطقة بانياس 43,273 بيت في سنة 2011. لكن ابتداءً من سنة 2006 بدأت عائدات زراعة البندورة في بانياس بالانخفاض، بل وبدأت تجارتها تتحوَّل إلى خسارة، ففي سنة 2008 كان سعر بيع الكيلوغرام الواحد 5 ليرات مقابل تكلفة 20 ليرة لزراعته، وتفاقمت المشكلة مع ارتفاع أسعار النايلون والسماد وتكاليف النقل. وفضلاً عن ذلك جاءت مشكلة حشرة حفار أوراق البندورة ابتداءً من موسم سنة 2010، التي تسبَّبت بخسارات بلغت ملايين الليرات السورية لمزارعي وتجار المنطقة. فقد بلغ عدد البيوت المصابة بالحشرة سنة 2011 في منطقة بانياس 40,617 من أصل 43,273 بيتاً، أي أكثر من 90% من إجماليّ البيوت المحمية في المنطقة، مُسبِّبة خسائر اقتصاديَّةً هائلة.

### الصناعة
بُنِيت حديثاً في بانياس منطقة صناعية بمساحة 11.7 هكتار وطاقة استيعابية تبلغ أكثر من 350 مقسماً، لتصبح مركز المحالّ الصناعية بالمدينة. كان قد بدأ مشروع منطقة بانياس الصناعية في سنة 2009، وكان يُفتَرض أن تستوعب 150 مقسماً فحسب، ثمّ رفع العدد فيما بعد إلى 350، لإبعاد أكبر عددٍ ممكن من الصناعيّين عن المناطق السكنية تجنّباً لإزعاج الأهالي، ووضعت لتنفيذ المشروع فترة 1,200 يوم. أعلنَ أسامة محمَّد مدير المنطقة الصناعية في شهر حزيران من سنة 2012 عن استكمال 90% من المنطقة وانتهاء بناء جميع بناها التحتيّة بكلفة إجمالية تبلغ 123 مليون ليرة سورية، إلا أنّ إقبال صناعيّي المدينة على اكتتاب محالٍّ جديدة بالمنطقة لا زال منخفضاً، إذ لم يُكتَتب حتى الآن سوى 70 مقسماً بالمنطقة الصناعية من أصل 350، أي نحو خمس العدد الإجمالي،  وقد برَّر بعض الصناعيّين ذلك بغلاء الأمتار المربعة التي بلغ سعر الواحد منها 7,500 ليرة، وتحاول إدارة المنطقة التنسيق مع اتحاد الحرفيين في طرطوس لمحاولة تشجيعهم على اكتتاب المحالّ في المنطقة الصناعية وإقناعهم بضرورة الانتقال إليها.

### صيد السمك
يعتمد عددٌ كبيرٌ من أهالي المدينة على مهنة صيد السمك لكسب رزقهم، خصوصاً سكان المناطق القريبة من الشاطئ، مثل الرملة وقصر تحوف والقبيات. إلا أنّ الكثير من الصيّادين لا يعتمدون على هذه المهنة وحدها، بل يقومون بجانبها بعدّة مهنٍ أخرى، لأن غلاء الأسعار جعلها غير كافية لسدّ احتياجات الأسرة. وتواجه مهنة صيد السمك ببانياس عدّة مشكلات، من أبرزها انخفاض أعداد الأسماك بسبب كثرة الصيد، وصدور قرار في سنة 2008 بمنع الصيد في المياه الإقليمية. يُبَاع أغلب السّمك المُصطَاد بالمدينة بالمزاد العلني في سوقٍ قديمٍ جداً يُعرَف بـسوق السمك أو ساحة السمك، وهو يبعد مساحة 50 متراً فحسب عن شاطئ البحر، ونحو 1,000 متر عن مرفأ الصيد والنزهة. تتعدَّد وتتنوَّع طرق صيد السمك المستخدمة في شواطئ مدينة بانياس، فهي تشمل الصيد بالشّباك،  والصيد بالسنارات،  والصيد بتفجير أصابع الديناميت.

## المنشآت الاقتصادية

### صناعة النفط
مصفاة بانياس هي واحدة من مصفاتي النفط الوحيدتين في سوريا، إلى جانب مصفاة حمص، ومصفاة بانياس هي الأكبر إنتاجاً من بينهما، إذ تنتج 130,000 برميل يومياً، فيما تنتج نظيرتها بحمص 110,000 برميل يومياً. كما يُمكِن للمصفاة تكرير 6 ملايين طنٍّ متريّ من النفط الخام سنوياً، مغطية جزءاً بارزاً من الحاجة المحلية للمشتقات النفطية من المازوت والوقود والغاز والأسفلت. تأسَّست مصفاة بانياس بموجب العقد رقم 20 لعام 1974، حيث أقيمت شركة مصفاة بانياس العامة التابعة لوزارة النفط والثروة المعدنية التي تعاقدت للعمل على المشروع مع شركة إندستريال إكسبورت إمبورت الرومانية. بدأ العمل على إقامة المصفاة في شهر أيلول من سنة 1975، وافتتحت في 21 من آذار سنة 1982. وقد تمكَّنت بالواقع من العمل بنسبة 102% -117.08% من طاقة تكريرها المفترضة بالأصل، والبالغة 6 ملايين طن سنوياً. تخضع المصفاة لعملية إصلاح سنوية تُسمَّى العمرة السنوية، تتوقف خلالها عن العمل بالكامل، ويبلغ طولها عدة أسابيع تكون في شهري أيلول وتشرين.
يتصل بمدينة بانياس خط أنابيب كركوك–بانياس لنقل النفط، الذي تشغله الشركة السورية لنقل النفط (سكوت)،  وقد كان ينقل 300,000 برميلٍ من النفط يومياً إلى سوريا قبل أن يتعطل إبان الاحتلال الأمريكي للعراق، وبدأت سوريا والعراق يبحثان إعادة افتتاحه ابتداءً من سنة 2010. ينتهي خط الأنابيب هذا في مصبّ نفطيّ يُعرَف بـمصبّ بانياس يتبع الشركة السورية لنقل النفط (سكوت)، حيث يُنقَل منه النفط عبر البحر ليُصدَّر إلى الخارج،  ويتسبَّب المصبّ بقدرٍ كبيرٍ من التلوّث في المدينة والبيئة المحيطة بها.

### المحطة الحرارية
الجهة المسؤولة عن تزويد المدينة بالطاقة هي الشركة العامة لتوليد الطاقة الكهربائية في بانياس،  التابعة بدورها للشركة العامة لكهرباء محافظة طرطوس، التي كانت مُلحَقَة بها منذ سنة 1968 وحتى أوائل الثمانينيات. استقلّت شركة توليد الطاقة الكهربائية في بانياس ودُشِّنت بمرحلتها الأولى في 21 تشرين الثاني سنة 1982، وبمرحلتها الثانية في 23 آب سنة 1989، بحضور الرئيس السابق حافظ الأسد. تدير الشركة محطة توليد طاقة المدينة المعروفة باسم المحطة الحرارية الواقعة على مسافة 3 كيلومترات جنوب بانياس، ويبلغ عدد موظفيها 877 موظّف، وهي تتألّف من أربع عنفٍ غازية، استطاعة كل واحدة منها 170 ميغاواط،  وقد كانت تعمل كلّها فيما مضى على الوقود،  غير أن استحدامه قلّ حديثاً على حساب الغاز الطبيعي من أجل مشكلة تلوث البيئة. وقد صنِّعت العنف الغازية الأربع بالتعاقد مع شركة طاقة إيطاليَّة (TurboCare) وأخرى سورية (T.O.E.C).

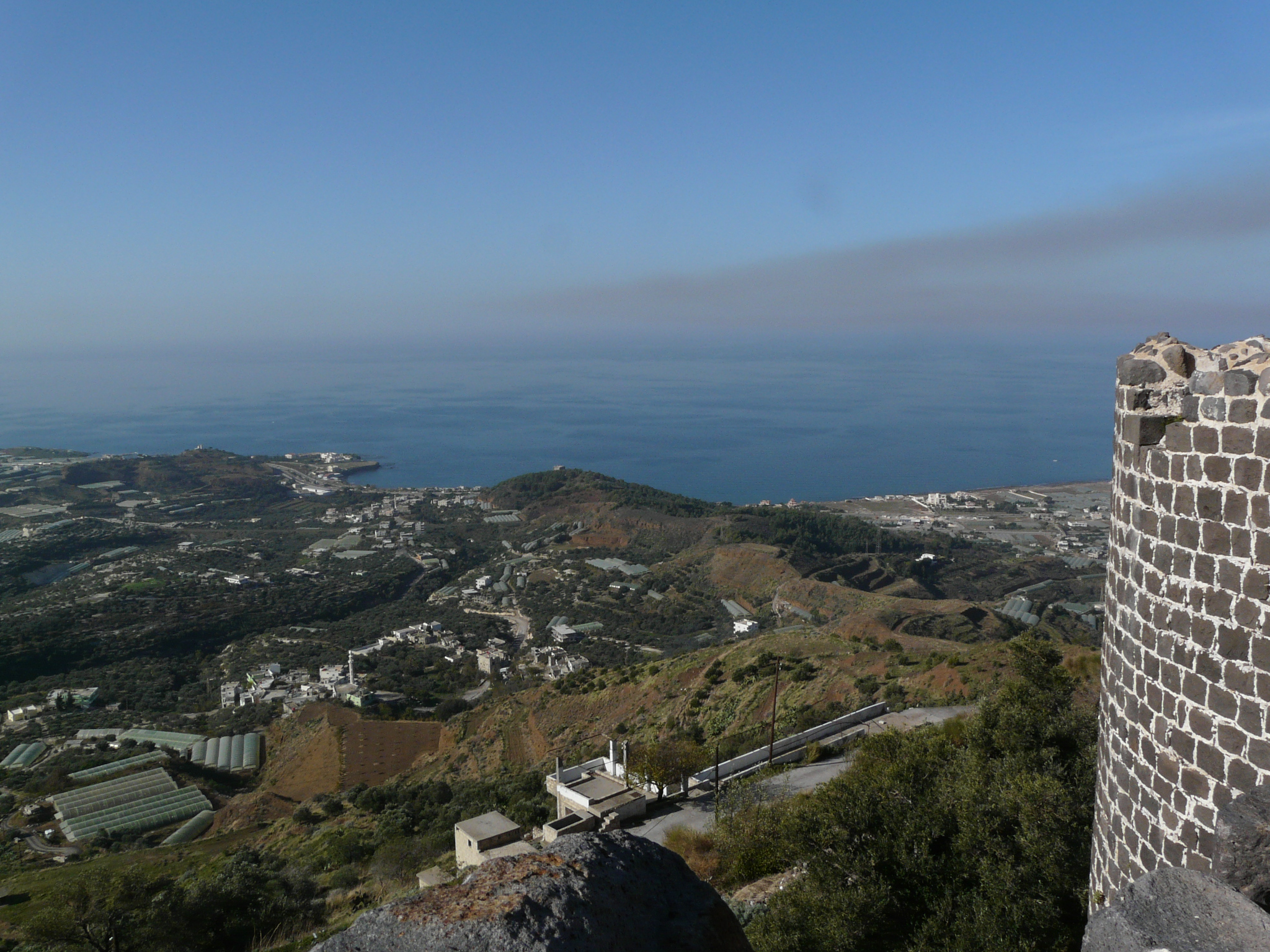
إطلالة بانياس من فوق قلعة المرقب، ويظهر في الخلفية المرفأ وكذلك بعض أجزاء المحطة الحرارية.

كما توجد في بانياس محطة تحويل باستطاعة 60 ميغا فولت أمبير،  ومحطة كهرباء تأسَّست في سنة 1977.

### المرفأ
يقع في بانياس أحد المرافئ الثلاث الوحيدة الموجودة في سوريا، إذ لا يوجد غيره سوى مرفأ اللاذقية ومرفأ طرطوس. لمرفأ بانياس أهمية كبيرة في تصدير النّفط، إذ ينتهي إليه خط أنابيب كركوك–بانياس لنقل النّفط من العراق وتصديره إلى الخارج عبر البحر المتوسط إلى الأسواق الأوروبية، وتبلغ طاقة الخط التي تُنقَل إلى المرفأ 2,5 مليون برميل يومياً. يحظى المرفأ بإدارة وإشراف المديرية العامة للموانئ، وهو يؤوي الكثير من زوارق الصيد والنزهة والزوارق الرياضية واليخوت السياحية. تبلغ طاقة المرفأ الاستيعابية نحو 600 زورق، وهو يستوعب السفن الصغيرة البالغ غاطسها 4.5 أمتار. يبلغ طول أرصفة المرفأ الإجمالي 1,455 متراً، ومساحتها 5,125 متراً مربعاً، وأما مساحة خلف الأرصفة فنحو 14,200 متر مربع.

## التلوث
تُعدّ بانياس أكثر مدن الساحل السوريّ تلوثاً بالهواء، وإحدى أكبر مراكز التلوث بعموم سوريا، وينجم هذا التلوث عن مصدرين أساسيَّين هما مصفاة بانياس والمحطة الحرارية المسؤولة عن توليد طاقة المدينة. تطلق هاتان المنشآتان يومياً سحباً ضخمة من الدخان يمكن رؤيتها بسهولة من مختلف أنحاء المدينة بشكل دائم، كما يُمكِن رؤية آثار هباب الفحم المنبعث منهما على المباني والشوارع، بل وتنتشر رائحته الكريهة بالمدينة. وتمتدّ المشكلة إلى الريف، إذ تقع قرية بستان الحمام في مواجهة مصفاة بانياس مباشرةً لتتلقّى كماً هائلاً من التلوث، ومن القرى المتضرّرة الأخرى بالريف -الواقعة على مسافة 7 إلى 12 كيلومتراً من المصفاة - بتلة وبلغونص ودير البشل وطيرو وزللو والمنزلة والعنازة. كما تمثّل مياه الصرف الصحي غير المعالجة أيضاً جزءاً كبيراً من مشكلة التلوث، حيث يوجد في مجمل محافظة طرطوس أكثر من 350 مصبّ صرف صحيٍّ تصبُّ كلها إمّا في البحر مباشرة أو بالأنهار والبحيرات، مما يُسبّب تلوثاً بيئياً هائلاً ببيئة المحافظة، ويشمل ذلك مدينة بانياس وريفها أيضاً. وعلى الرغم من انتشار التلوّث الشديد ببانياس فلا توجد حتى الآن أي معدَّات مُجهَّزة لقياس مقداره الحقيقيّ في مركز المدينة، إنَّما توجد معدات لقياس معدلات التلوث في مصادره فقط (أي المصفاة والمحطة الحرارية)، ولو أن الحكومة وافقت على شراء مثل هذه المعدات مبدئياً ضمن خطة سنة 2013. وقد توصَّل قياس أجري في سنة 2009 لمقدار التعرض الإشعاعي بأحد مصادر التلوث الأساسية بالمنطقة وهو مصفاة بانياس، أنّ الجرعة الإشعاعيَّة فيها تبلغ 0.090، وهو ضمن الحدود الطبيعية. لكن بحسب تقاريرٍ دوليّة فقد تصل نسبة التلوث بالمدينة حتى 70%، لتكون إحدى أكثر مدن البحر الأبيض المتوسط تلوّثاً.
يعتقد أهالي بانياس بأن انتشار الأمراض السرطانية والقلبية في المدينة ناجمٌ عن التلوّث،  حيث سجّلت فيها سنة 2010 نحو 130 إصابة بالسّرطان، لتكون من أعلى نسب الإصابة للسكان بسوريا، وتُسجَّل سنوياً حالات وفاة كثيرة بالمدينة وريفها نتيجة لذلك. فعلى سبيل المثال، سُجِّلت بقرية خربة سناسل البالغ عدد سكانها 600 نسمة فحسب نحو 20 حالة إصابة بأمراض خبيثة وسرطانيَّة. وفي شهر تشرين الثاني من سنة 2008 سُجِّلت عشرات حالات التهابات الأمعاء والجهاز الهضمي، حتى أوشك بعض المرضى على الوفاة بسببها، وقد قال أطبَّاء من مدينة جبلة بعد فحصها أنها ناتجة جراثيمٍ من مياه الصرف الصحي الملوَّثة. وفي مصفاة النفط نفسها، بلغت نسبة العجز الصحي بين عمَّال المصفاة نحو 10 إلى 35%، ونسبة المصابين بآلام حادة في الصدر 73 إلى 80%، والمصابين بالسرطان 24.6 إلى 26.4%. كما أشارت الأبحاث في قرى ريف بانياس السَّابق ذكرها المتضرّرة بالتلوث - بحسب مديرية الصحة في طرطوس التي أجرت دراسة حول الموضوع - إلى أن الحبوب المحفوظة على سطوح المنازل بهذه القرى، أصبحت ملوَّثة بمختلف المعادن الثقيلة مثل الرصاص والزئبق والكادميوم. ووجدت إحدى الدّراسات أنّ نحو 50% من المرضى الذي يراجعون مركز بانياس الصحي يعيشون بالقرب من مصفاة النفط والمحطة الحرارية. بل وإنّ بعض المزارعين في قرى ريف بانياس قد هجروا الزراعة بالهواء الطّلق وانتقلوا إلى الزراعة المحمية بعد أن لم تعد تعطي تلك الأولى الإنتاج الكافي، ويعتقدون بأنّ سبب ذلك هو الأمطار الحمضية وهباب الفحم الذي تنفثه المحطة الحرارية،  ومن ناحية البيئة فقد قضى التلوّث على مواسم التين والزيتون بالمنطقة فضلاً عن انحدار أعداد الطيور البرية بشكلٍ حاد.
ولا يقتصر التلوث على اليابسة، إنّما في البحر أيضاً. فمصفاة بانياس وشركة نقل النفط يطرحان جميع مخلّفاتهما الصناعية السائلة عبر أنابيب تصريفٍ في البحر مباشرةً، ودون أيّ قدرٍ من المعالجة، وتحوي هذه المخلفات فائضاً من الهيدروكربونات الناتجة عن عملية فصل الماء عن مشتقّات النفط بالخزانات، لتسبّب تلوثاً كبيراً في مياه البحر. وتشير التقديرات إلى أنّ كمية غاز ثاني أكسيد الكربون الناتجة عن احتراق الوقود بالمصفاة تبلغ 546,624 طناً سنوياً، وأما ثاني أكسيد الكبريت فنحو 107,22.24 طن سنوياً، وكلاهما غازان سامَّان. وأما المحطة الحرارية فهي تطرح مياه صرفٍ ملوّثة من أربع أنواع، هي تنفيس المراجل، والمياه المخلّفة من عملية إزالة قساوة المياه، ومياه العمليات الصناعية، وفائض المياه السطحية الفائضة بالهيدروكربونات، غير أن هذه المياه تحظى بقدرٍ من المعالجة الطفيفة.
يصل التلوّث في بانياس ذروته بين شهري حزيران وأيلول،  عندما تعمل المخطة الحرارية بطاقتها القصوى البالغة 510 ميغا واط في الثانية، لتحرق نحو 3,000 إلى 3,100 طنٍّ من الوقود يومياً وتنتج كميَّات هائلة من هباب الفحم. والحلّ الوحيد لهذه المشكلة هو تشغيل المحطة عن طريق الغاز الطبيعي بدلاً من الوقود،  وتجري حالياً خطّة للعمل على هذا التغيير في مجموعتين من أصل أربع مجموعات توليدٍ تتألف منها المحطة، غير أن أياً منها لم تبدأ بالعمل على الغاز بعد بسبب عددٍ من المشاكل التقنيّة.
تنتشر أربع مقالع صخرية في ريف بانياس على محور قرى العصيبة وبلوزة والعنينيزة وبارمايا، منها واحد حكوميّ وثلاثٌ خاصَّة، وتتسبَّب حفرياتها وتفجيراتها بتدمير الكثير من الأراضي الزراعيَّة وتهديد الكثير من منازل الأهالي بالتهدّم، فضلاً عن سحب الغبار والتلوث الضوضائي الذين تُسبِّبهما التفجيرات المتكرّرة.
اقترحت عدَّة حلول لمعالجة مشكلة التلوث في مدينة بانياس. من بين هذه الحلول مشروع اقترح أواسط عقد 2000 لإنشاء محطة معالجة للصَّرف الصحي للمدينة وقرى ريفها، ومحطة صرف صناعيٍّ لمصفاة بانياس، بالإضافة إلى تأهيل الحمأة الناتجة عن العملية لتحويلها إلى سماد صناعيّ. ويتمثّل المشروع بمعالجة التلوث الذي تسبّبه مياه الصرف الصحي غير المعالَجَة،  عبر محطة تُسمَّى محطة معالجة الغمقة - الدبوسية - بانياس، ووقّع عقد مع بنك الاستثمار الأوروبيّ لتمويل المشروع بكلفة 55 مليون يورو، غير أنه توقّف إثر العقوبات الاقتصادية على سوريا في سنة 2012. بدأت دراسة المشروع في سنة 2005، وخطّط لبدئه في سنة 2009 على أن ينتهي في 2012، وكان سيتشكل من 11 مجرى صرفٍ صحيٍّ تحوّل مياه قرى ريف بانياس إلى محطة معالجتها المركزية، ومن بين هذه قرى بارمايا وبستان النجار وزللو وطيرو وعلقين والمرقب وبعمرائيل وأوبين وفارش كعبية والدريكية. وقد بدأ التطبيق الفعلي للبرنامج في منتصف سنة 2010 تنفيذ مشروع بانياس لمياه الشرب والصرف الصحي بتمويلٍ من بنك الاستثمار الأوروبي لمعالجة بعض هذه المشكلات، كما يخطط لإنشاء عددٍ من مجمعات الصرف الصحي على وادي نهري حريصون وجوبر، لتحوَّل إلى محطة معالجة بانياس المركزية الموعودة.
وتواجه بانياس على العموم مشكلة في توفير مصادر المياه وفي إهدارها. المصادر الرئيسية للمياه في المنطقة هي بحيرة السن (الطاقة القصوى 400 م3/ساعة) وبئران في قرية عمرائيل (450 م3/ساعة)، وهي مصادر جيّدة، يمكنها - مع تعقيم مياهها وتنيظفها - أن تخدم مدينة بانياس وجميع القرى السَّبعة المحيطة بها، حيث يبلغ متوسّط استهلاك الفرد بالمدينة يومياً 120 لتراً من المياه. إلا أنَّ إهدار مياه هذه المصادر الغنية في شهر آب سنة 2009 بلغ نسبة 68%، وفي أيلول 2009 نسبة 76%، أي أن إهدار المياه لسنة 2009 بلغ 172-254 م3 أو 323-479 لتراً في اليوم.

## الصحة
تشرف مديرية الصحة في طرطوس على مراكز الرعاية الصحيَّة في سبع مناطق بالمحافظة، هي طرطوس وصافيتا والدريكيش والشيخ بدر والصفصافة والقدموس وبانياس. يوجد بالمدينة مشفى عامٌّ واحد، هو مشفى بانياس الوطني،  الذي يُعَدُّ أحد أبرز المشافي في محافظة طرطوس كلِّها، ويخدم مختلف قرى ريف بانياس بل والمناطق المجاورة أيضاً من قرية الخراب جنوباً وحتى قرى جبلة جنوب محافظة اللاذقية. وأما المشافي الخاصَّة فعددها أربعة، وهي مشفى العناية ومشفى السلام ومشفى المرام الجراحيّ ومشفى جمعية البرّ والخدمات الاجتماعيَّة. ومن هذه المشافي الأربعة واحد ذو اختصاص عامٍّ هو مشفى جمعية البر الذي يستوعب 15 سريراً، أما الثلاث الأخرى فاختصاصها جراحة عامة ونسائية وتوليد واستيعاب كلٍّ منها 10 أسرّة. كما يوجد في منطقة بانياس الصحية 17 مركزاً صحياً، وقريتان صحيَّتان هما العصبية والخريبة.

## التعليم

مدرسة المعلم يوسف، عام 1948.

الاهتمام بالتّعليم وحيازة الشهادة عالٍ بين العامة في بانياس، بل وهو عالٍ بريفها أيضاً، إذ لا تختلف نسبة التعلُّم تقريباً بين المدينة والريف، وتوجد بالمدينة سبع ثانويَّات تضمُّ بالمجمل نحو 2,700 طالب. ففيها ثانوية تجارية واحدة هي ثانوية عمار الأعسر التجارية (120 طالباً)، وواحدة صناعية هي ثانوية فايز خليل (528 طالباً)، وواحدة نسوية هي ثانوية حسن طراف (89 طالبة). وأما الثانويات العامة فهي أربعة: مدرسة عماد عرنوق (أغلب طلابها من السنة) ومدرسة جليل خدام (طلابها خليط من السنة والمسيحيين والعلويين) ومدرسة فهيم محمد بحي القصور (طلابها من العلويين). وأما الثانوية الرَّابعة فهي مدرسة الحرس القومي، أو ما كان يُعرَف فيما مضى بكلية بانياس الوطنية، وهي إحدى أعرق مدارس البلاد، إذ افتتحت منذ سنة 1926، وكانت تستقطب الطلاّب من جميع محافظات سوريا، حيث كانت أولى المدارس السورية التي تمنح الشهادة الثانوية فيما كانت جميع المدارس وقت افتتاحها لا تمنح سوى شهادة السرتفيكا. كما يوجد بالمدينة عددٌ من المدارس الابتدائية، من أهمّها مدرسة ابن خلدون ومدرسة الثورة.

## الرياضة
بدأ العمل في سنة 2002 - بمنحة مقدَّمة من الرئيس السوري بشار الأسد - على تشييد المدينة الرياضية في بانياس، وعلى الرغم من عدم اكتمال بنائها حتى اليوم إلا أنّه يُفتَرض عند اكتماله أن تكون أهمَّ منشأة رياضية في محافظة طرطوس بأكملها، إذ تبلغ مساحتها ما يناهز 80,000 متر مربع، ومجمل تكاليف بنائها نحو 800 مليون ليرة سورية. تشمل المدينة الرياضية عدداً من المرافق، أهمُّها أستاد كرة قدم دولي أبعاده 70 في 100 متر، يستوعب زهاء 15,000 متفرج، بالإضافة إلى صالة رياضية بأبعاد 45 في 65 متراً، وملعب تنس مكشوف أبعاده 14 في 26 في 5 أمتار، ومسبحان أبعادهما 10.5 في 25 و12.5 في 6 أمتار.
تأسَّس في بانياس سنة 1989 نادي مصفاة بانياس،  وهو نادٍ رياضي بدأ من تجمُّع لأبناء عمال مصفاة بانياس، ثم تطوَّر ليصبح ممثل محافظة طرطوس في الكثير من البطولات الرياضية على مستوى الجمهورية العربية السورية. يُعَد نادي مصفاة بانياس حالياً من أفضل أندية المحافظة، وهو يضم ألعاباً كثيرة منها كرة القدم والكاراتيه والسباحة والدراجات والطائرة واليد ولعبة بناء الأجسام. ويضمُّ النادي أربع فرق لكرة القدم، هي فريق رجال درجة ثانية المؤلّف من 30 لاعباً، وفريق الشباب المؤلّف من 30 لاعباً أيضاً، وفريق الأشبال المؤلّف من 40 لاعباً، وفريق الناشئين المؤلّف من 50 لاعباً. شارك النادي للمرة الأولى في دوري كرة القدم للمحترفين بسنة 2011، وتمكّن من تحقيق نتائج عالية أمام الفرق الأخرى من مختلف المحافظات،  وكان في السنة ذاتها أوَّل ناد في تاريخ محافظة طرطوس يصل إلى مصاف أندية الدرجة الأولى في سوريا. كما ويضمُّ نادي مصفاة بانياس فريق سباحة شبابياً فيه 20 سباحاً وآخر نسائياً فيه 10 سباحات، وهو يُعَدّ مُمثّل محافظة طرطوس في بطولات السباحة على مستوى الجمهورية. ويُحقّق النادي نجاحاً جيداً في هذا المجال، إذ تصدَّر على سبيل المثال بطولة السباحة والألعاب المائية لسنة 2006 برصيد بلغ 297 نقطة،  فيما حقّق المركز الثالث في بطولة سباحة الشابات والنائشات لسنة 2010. ليس للنادي مقرٌّ حالياً، لذلك فهو يخوض مبارياته وتمريناته في المدن المجاورة، مثل جبلة واللاذقية، بانتظار استكمال مشروع المدينة الرياضية.
يوجد في المدينة أيضاً نادٍ كبيرٌ آخر هو نادي بانياس الرياضي، وهو ناد قديم له فرق عدّة لكرة القدم والطائرة والسلة واليد، إلا أنّ جميع أنشطته مجمَّدة منذ سنواتٍ نتيجة هدم مقرِّه السابق لإقامة مدينة بانياس الرياضية، التي لم يكتمل إنشاؤها بعد، وعلى عكس نادي مصفاة بانياس لم يستطع نقل أنشطته إلى المدن المجاورة لبانياس بسبب قلّة الإمكانات المادية.

## الطرق والمواصلات

خريطة لريف مدينة بانياس، يظهر طريق طرطوس - اللاذقية القديم باللون الأحمر، والأوتوستراد الجديد باللون الأزرق، وأما الطريق الأحمر المتفرّع الذي يسير نحو يمين الصورة فهو طريق القدموس - مصياف - حماة.

تتوسّط المدينة الشريط الساحلي السوري، لتكون نقطة وصلٍ في طرق الساحل بين مدينتي طرطوس واللاذقية، وتصل أيضاً بين الداخلي السوري والساحل عبر طريق مصياف وصولاً إلى محافظة حماة. تتصل مدينة بانياس بطريق دولي (أوتوستراد) وطريق مركزي بالمدن الرئيسية والمحافظات المجاورة لها، فضلاً عن شبكة طرقات أخرى تربطها بنحو 25 قرية وبلدة مجاورة لها، وتصبُّ الطرق الخمس الرئيسية التي تمثُّل هذه الشبكة جميعاً بمنطقة واحدة تُسمَّى عقدة القدموس تقع شمال شرق المدينة. تشتهر عقدة القدموس أيضاً باسم قبر الشهيد، وتبلغ مساحتها الكلية حوالي 2,000 كيلومتر مربع، وتعد أحد المعالم المهمّة والمعروفة ببانياس. وقد كان سبب حيازتها على هذين الاسمين أنّها كانت - عند بنائها أول مرة في سبعينيات القرن الماضي - مرتبطة بخطٍّ قديم يصل بانياس بناحية القدموس فمحافظة حماة، لكن ومنذ وضع تمثال وضريحٍ فيها سنة 1974 لفهيم محمد (أحد أعلام حرب تشرين) أصبحت تُعرَف بقبر الشهيد تيمناً به.
ترتبط بانياس بطريقين أساسيّين مع المدن الكبيرة المجاورة لها. الطريق الأول هو طريق دولي، يأتي من داخل سوريا ماراً بدمشق وحمص ووصولاً إلى بانياس، ثمَّ يتابع نحو اللاذقية ثم تركيا،  وأوتوستراد جبلة - بانياس - طرطوس هو جزء من هذا الطريق، ويبلغ طوله حوالي 30 كيلومتراً في الجزء الرَّابط بين مدينتي جبلة وبانياس،  وهو في حالٍ سيّئة بسبب كثرة الحفر وقلّة الصيانة خصوصاً بالجزء الرّابط بين بانياس وطرطوس. وأما الطريق الثاني فهو محوريّ يمرُّ بمنطقة القدموس وصولاً إلى محافظة حماة فالمحافظات الأخرى المجاورة، وهو طريق حماة - مصياف - بانياس - طرطوس، ليصل بين داخل سوريا والساحل. وقد جرى اتّفاق بين محافظتي حماة وطرطوس منذ سنة 1999 على عمل صيانة لهذا الطريق نظراً لكثافة استخدامه مقابل ضيقه وسوء حاله، إذ كان يتألف من مسربين فحسب: ذاهبٌ وآت، فتقرَّرت توسعته حتى عرض 15 متراً، ونفّذت محافظة طرطوس العمل على جهتها من الطريق الواقعة ضمن حدودها الإدارية - بطول 36 كيلومتراً - منذ سنتي 2001 و2002، غير أن محافظة حماة لم تطور جهتها من الطريق حتى الآن، ولا زالت في حالٍ مزرية وتكثر فيها الحوادث.
إضافةً إلى هذين الطريقين، يوجد طريق طرطوس - بانياس - جبلة - اللاذقية القديم (الذي لا يمرّ بعقدة القدموس)، وهو جزءٌ من طريق دمشق - اللاذقية القديم الذي كان يربط فيما مضى بين الداخل والساحل، حتى إنشاء أوتوستراد اللاذقية - دمشق في الثمانينيات. وهو طريق سيّئ مقطعه العرضي لا يتعدى الستة أمتار، وعليه ضغطٌ كبيرٌ، إذ تبلغ الكثافة المرورية عليه 12,000 مركبة يومياً، وذلك أعلى بكثيرٍ من المعدّل العالمي الأقصى البالغ 8,000 مركبة يومياً. وقد أدَّى هذا الازدحام الشديد، إضافةً إلى ضعف الرّقابة حيث تكثر عليه المركبات الطويلة والشاحنات المُحمَّلة، إلى كثرة شديدة للحوادث المرورية عليه، والتي تؤدي بدورها إلى العديد من الوفيات سنوياً.
تربط شبكة الطرقات المتصلة بعقدة القدموس أيضاً عدداً كبيراً من القرى المجاورة لبانياس بها، ومنها القرى الشمالية الغربية، ومن أبرزها طيرو وكعبية فارش والعنينيزة وبارمايا واسقبلة والحطانية وبستان الحمام، بالإضافة إلى ناحيتي القدموس والعنازة وما يتبعهما من بلدات. كما من شأن مشروع كراج الانطلاق الذي لا زال قيد الإنشاء أن يربط مدينة بانياس بأكثر من 25 قرية أخرى بالمنطقة عندما يكتمل العمل عليه.
ويُبيِّن الجدول الآتي المسافات الفاصلة بين مدينة بانياس والمدن الأخرى القريبة منها في المنطقة:
| من - إلى          | المسافة           |
| ----------------- | ----------------- |
| بانياس - طرطوس    | 38 كيلومتراً جنوباً |
| بانياس - جبلة     | 25 كيلومتراً شمالاً |
| بانياس - اللاذقية | 52 كيلومتراً شمالاً |
| بانياس - مصياف    | 50 كيلومتراً شرقاً  |
| بانياس - حماة     | 90 كيلومتراً شرقاً  |

## المرافق
مرافق ومعالم المدينة:
- مدينة الألعاب: بُنيت بمدينة بانياس حديثاً أول مدينة ألعاب (ملاهي)، لتكون واحدة من المرافق الترفيهية القليلة المخصَّصة للأطفال بالمدينة. وقد افتتحت المدينة في عيد الفطر لسنة 2008، في منطقة الكورنيش الجنوبي.[135] أثارت صحيفة الثورة السورية في مطلع سنة 2011 قضايا فسادٍ تتعلّق بتشييد مدينة الألعاب، غير أن مجلس مدينة بانياس نفى تلك الاتهامات بشدة.[136]
- الحديقة العامة: لا توجد ببانياس سوى حديقة عامة واحدة، تقع في شمال المدينة وسط مساكن عمال المصفاة على أوتوستراد اللاذقية، وقد اعتاد الأهالي المحليون تسميتها لذلك متنزه المدينة الوحيد.[137][138]
- المركز الثقافي العربي: مركز هامٌّ تأسَّس في سنة 1982، يستضيف الكثير من المعارض والمناسبات الثقافية بالمدينة، وهو يشمل مسرحاً يستوعب 450 شخصاً وصالة معارض فنية ومكتبة عامة تحوي أكثر من 20 ألف كتاب، فضلاً عن قاعة للإنترنت وقسمٍ للثقافة الشعبية.[139] استضاف المركز في سنة 2007 وحدها 29 محاضرة و20 ندوة و11 معرضاً فنياً و103 عروضٍ للأطفال و10 عروض مسرحية، فيما بلغ عدد قرّاء المكتبة تلك السنة 4,100 قارئ.[140] من ضمن المناسبات البارزة التي أقيمت فيه معرض الأشغال اليدوية في شهر آذار من سنة 2009،[141] كما أقيم فيه حديثاً أول معرض كتاب بتاريخ المدينة، بين 3 و21 من شهر حزيران من سنة 2012.[142]

### الآثار

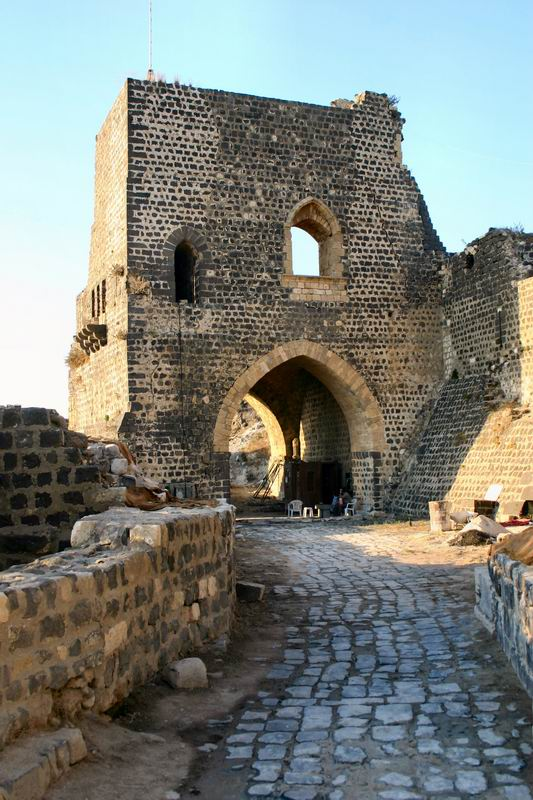
برج في قلعة المرقب، أبرز المعالم الأثرية في المنطقة.

- المدينة الأثرية أو بالانيا: أطلال مدينة بانياس القديمة، وتشمل الآثار المتبقّية فيها أعمدةً من الغرانيت، وطواحين مياه من العهد الروماني، وحجر طاحونة عليه كتابة يونانية، وحمّامات عامة تقع قرب منبع نهر بانياس، وأجراناً وبواطيس وقطعاً مختلفة تعود إلى العصور الرومانية والإسلامية والصليبية.[143]
- رمح علي بن أبي طالب: عمود حجري يقع قبالة قلعة المرقب مغروسٌ في شاطئ البحر، سُمِّي بذلك تيمناً برمح رماه علي بن أبي طالب انغرس في الشاطئ. وربَّما كانت وظيفته الأصلية فيما مضى أن يكون مربطاً للسّفن الوافدة إلى المنطقة، إلا أنّه أصبح موضوعاً للكثير من الأساطير المحلية الآن.[143]
- قلعة المرقب: إحدى أهمّ قلاع الساحل السوري، تبعد مسافة 5 كيلومترات عن مدينة بانياس وتقع على قمّة جبلٍ يُطِلّ على البحر المتوسط، على ارتفاع 362 متراً. تاريخ بنائها غير واضح، إلا أنّها تعود على الأقل إلى عهد الحملات الصليبية أو إلى ما قبلها.[11][12] قرب القلعة من مدينة بانياس يجعلها أحد أهمّ المعالم الأثرية للمدينة التي تُشتَهر بها سياحياً، وهي إحدى أشهر قلاع سوريا على الإطلاق.
- برج الصبي: موقع أثريٌّ هامٌّ يتبع قلعة المرقب، يقع على أوتوستراد طرطوس اللاذقية على تلة ارتفاعها 25 متراً. بني برج الصبي قبل 800 سنة ليكون موقعاً دفاعياً يُحصِّن الخط الساحلي، [144] وقد شُيِّد من الحجارة البازلتية، وكان ذلك في عهد الحملات الصليبية.[145]
- قلعة القوز: هي قلعة أثرية قديمة تعود إلى منتصف الألف الثاني قبل الميلاد، باتت اليوم جزءاً من حي القوز في مدينة بانياس الذي يقطنه نحو 1,500 نسمة. تقع القلعة على تلّة مساحتها 60,000 متر مربَّع، ولا زال جزءٌ من سورها القديم باقياً ليمتدّ من شمال الحي الشرقي إلى جنوبه الغربي بطول 400 متر تتخلّه ثلاثة أبراج وبوَّابتان، فيما يحدُّها من الشرق والجنوب وادي نهر بانياس.[15][146]
- قصر تحوف: كان أحد أقدم المنازل في مدينة بانياس، وهو بناء أثريٌّ كان يقع على كورنيش المدينة الساحليّ يعود تاريخه إلى العهد العثماني، وجُدِّد بعدها في أيام الاستعمار الفرنسي، واعتبرته دائرة آثار طرطوس معلماً أثرياً هاماً، [147][148] حيث يبلغه عمره أكثر من قرن من الزّمن. إلاّ أنّ قصر تحوف هُدِمَ بالكامل على أيدي مالكيه بتاريخ 28 من أيار سنة 2009، مثيراً سخطاً واعتراضات محليّة كبيرة، واحتجاجات شديدة من طرف المديرية العامّة للآثار والمتاحف، التي رفعت قضيّة حول هدم البناء الأثري إلى الهيئة المركزية للرقابة والتفتيش، غير أنّ مجلس مدينة بانياس تذرّع بأن عقار القصر لم يكن مُسجَّلاً بصفته موقعاً أثرياً، ومن ثمّ نفى وجود مشكلة بالهدم.[149]